# Яматай

Країна Яматай (яп. 邪馬台国, やまたいこく, яматайкоку) — найбільша з країн людей ва, давніх мешканців Японського архіпелагу, про яку згадує китайське джерело 3 століття «Переказ про людей ва Записів Вей». Китайська назва — країна Єматай або Єматайго.

## Короткі відомості
Згідно з Переказом керувала «королівна» Хіміко, до правління якої велися постійні війни за посаду голови «країни» — кіміко. Після смерті Хіміко, Яматай знову захлиснули міжусобиці, які закінчились обранням нової «королівни» Тойо.

## Місцезнаходження
Існує дві теорії стосовно локалізації «країни Яматай». Захисники першої твердять, що Яматай розташовувався у сучасному регіоні Кінкі і розвився у державу Ямато у 4-5 століттях. Їхні опоненти розміщують Яматай на острові Кюсю, посилаючись на розкопки городища Йосіноґарі. Окрім цих двох традиційних теорій існують гіпотези, які локалізують Яматай на островах Окінави і, навіть, на Гаваях.